# Epelis valesiaca
Epelis valesiaca är en fjärilsart som beskrevs av Eugen Wehrli 1940. Epelis valesiaca ingår i släktet Epelis och familjen mätare. Inga underarter finns listade i Catalogue of Life.